# Chems Eddine Chitour
Chems Eddine Chitour, né le 13 octobre 1944 à Bordj Bou Arreridj, est un scientifique et un homme politique algérien. 
Il est ministre de l'Enseignement supérieur et de la Recherche scientifique de janvier 2020 jusqu'à juin 2020 puis ministre de la Transition énergétique et renouvelable de juin 2020 à juillet 2021. Il est désigné membre du Conseil de la nation en mars 2022.

## Biographie
Il est ingénieur de  génie chimique de l'École nationale polytechnique d'Alger et de l'Institut algérien du pétrole, docteur ingénieur de l'université d'Alger, docteur es sciences de l'université Jean-Monnet. Il est professeur de physico-chimie des surfaces, de raffinage de thermodynamique et d'économie pétrolière (1976-).  
Il est le fondateur du Laboratoire de valorisation  des énergies fossiles. Il a été  professeur invité et professeur associé à l'IGC puis à l'ENSIACET à Toulouse. Il publie plusieurs textes appelant à des évolutions du système éducatif algérien entre 2016 et 2019.
Il est nommé en janvier 2020 à la tête du ministère de l'Enseignement supérieur et de la Recherche scientifique, en remplacement de Tayeb Bouzid, après la nomination des nouveaux membres du gouvernement conduit par le Premier ministre, Abdelaziz Djerad. Il est ministre  de la Transition énergétique et renouvelable de juin 2020 à juillet 2021. Il est désigné membre du Conseil de la nation en mars 2022 au titre du tiers présidentiel.